# Einspurig
Unter einspurig versteht man technische Vorrichtungen, deren Fortbewegung nur in einer Spur erfolgt. Am häufigsten wird der Begriff bei Straßenfahrzeugen und Verkehrswegen verwendet.

## Einspurige Fahrzeuge
Als einspurige Fahrzeuge gelten jene, deren Räder nur in einer Ebene – also genau hintereinander – angeordnet sind. Zu ihnen zählen in erster Linie das Fahrrad, das Motorrad und einige dazwischen einzuordnende Fahrzeuge wie Mofa, Moped oder Motorroller. Technisch, aber nicht im Sprachgebrauch würden auch Schubkarren, Tretroller oder schmale Boote in diese Klasse gehören.
Ebenso gelten Motorräder mit Beiwagen als einspurige Kraftfahrzeuge, da die hinteren Räder nicht mit einer Achse verbunden sind.
Das Fahren mit einspurigen Straßenfahrzeugen erfordert ein hinreichendes Gefühl für Gleichgewicht und muss daher im Regelfall erlernt oder zumindest einige Minuten geübt werden. Es gibt jedoch Personen, die dazu wegen einer Schwäche ihres Gleichgewichtssinns nicht oder kaum in der Lage sind. Oft fällt dies mit häufigem Schwindelgefühl zusammen.

### Zur Dynamik einspuriger Landfahrzeuge
Prinzipiell steigt die Stabilität des einspurigen Fahrens mit der Geschwindigkeit, doch ist bei breiten Reifen auch dem Ungeübten langsames Fahren möglich. Kurzzeitige Instabilität führt zu unruhiger Fahrt mit kurzen Rechts-Links-Richtungswechseln, weil die Neigung des Fahrzeugs einen Lenkausschlag auf die jeweilige Seite hervorruft. Eine solche Fahrweise, die meist nur bei Ungeübten oder bei Seitenwind auftritt, wird in Österreich und Süddeutschland „Geigeln“ genannt.

## Einspurige Verkehrswege
Als einspurige Verkehrswege werden solche bezeichnet, die gleichzeitig nur in einer Richtung befahrbar sind. Dazu gehören insbesondere:
- Einspurige Eisenbahnstrecken
- einspurig gebaute Tunnel
- einspurige Straßenabschnitte, hauptsächlich bei Baustellen oder bei Einbahnen.

Bei einer Straße spricht man von einspurig, wenn zwei entgegenkommende breite Kraftfahrzeuge einander nicht passieren können. 
Einspurige Bahnlinien werden zwar meist abwechselnd in beiden Richtungen befahren, erfordern zu diesem Zweck aber besondere Sicherheitseinrichtungen. Der Grund, eine Bahnlinie nur einspurig zu  trassieren, kann in der Ersparnis oder in Schwierigkeiten des Geländes liegen. Auch die  Gleisanschlüsse von Fabriken sind im Regelfall nur einspurig ausgeführt.
Bei einspurigen Tunneln steht fast immer die Ersparnis an Errichtungskosten im Vordergrund; in Einzelfällen kann es auch die geologische Beschaffenheit des zu „durchörternden Gebirges“ sein. 
Wegen einiger schwerer Unfälle und Brandkatastrophen des letzten Jahrzehnts wuchs in Europa die politische Übereinstimmung, die noch existierenden einspurigen  Eisenbahn- und Straßentunnel durch eine zweite Tunnelröhre zweispurig auszubauen.

## Einspurig im übertragenen Sinn
Das Wort „einspurig“ wird in der Alltag- und in mancher Fachsprache auch im übertragenen Sinn verwendet:
- Einspurig als Synonym für einfach (z. B. einspuriges Denken als Gegensatz zu vielfältigen Denkansätzen)
- einspurig als Synonym für eindimensional
- als spezielle Befehlsarchitektur in der EDV